# 大隅健一郎
大隅 健一郎（おおすみ けんいちろう、1904年10月2日 - 1998年3月19日）は、日本の法学者。専門は商法。学位は、法学博士（京都大学・論文博士・1953年）（学位論文「株式会社法変遷論」）。京都大学名誉教授。最高裁判所裁判官。1973年勲一等瑞宝章受章、1977年日本学士院会員、1985年文化功労者、1993年文化勲章受章。愛知県蒲郡市出身。竹田省門下。弟子に上柳克郎、河本一郎、龍田節、川又良也など。

## 略歴
旧制岡崎中学校（現愛知県立岡崎高等学校）卒業。旧制第八高等学校（現名古屋大学）卒業。大学在学中に高等文官試験の行政科と司法科に合格。1928年に京都帝国大学法学部卒業。山田正三学部長の勧められて、京都帝国大学法学部助手となる。1930年に京都帝国大学助教授。1931年から経済学部で商法総則や会社法を講義した。商法を選んだのは「公法が何となく苦手。商法は技術的な法律だが、そういう点に興味があった。憲法や行政法を勉強してみようという気はなかった」と述べている。1933年に滝川事件を受け辞職、立命館大学教授に就任。1934年に同僚に勧められて、京都帝国大学法学部助教授復帰。1938年に京都帝国大学法学部教授。1953年に法学博士（京都大学、学位論文「株式会社法変遷論」）
1954年に京都大学法学部長。1966年に京都大学名誉教授（定年退官）。
同年9月9日に最高裁判所裁判官に就任。8月8日に定年退官した横田喜三郎の後任だが、任命まで1カ月近くの空白期間があったのはこれは大隈が当初はためらっていたが、「大学にいても、引越ししたこともなく、最高裁判事が重荷ということもあったが、引越しを考えると消極的になってお断りした。けれども同僚に勧める方もあって、結局決断した」と述べている。就任の際には「本当に民主主義が確立されるためには裁判所の果たす役割は非常に大きいと思う。またわが国では裁判所というと刑務所の一歩手前ぐらいに誤解されている点もあるが、紛争を解決するためには裁判所がいまのところ一番合理的な制度という認識をもって、もっと理解してもらわなければ」と述べる。京都大学から最高裁任命されたのは大隈が初めて。官公労働者の労働基本権では刑事罰からの解放を主張した。
1974年10月1日に最高裁判所裁判官を定年退官。専門の商法関係の事件もかなり審査して判例がたくさんできたことについて「これまで学説上問題の多かったいくつかの点についての裁判に関与できたことは幸せであり、裁判官冥利にというべきではないかと思っている」と述べている。
その後は神戸学院大学で教授をし、京都大学でも名誉教授として1週間おきに特別講義をした。神戸学院大学では大量の書籍を寄付し、大隅文庫が設けられた。
1995年に公益信託大隅法学研究奨励基金設立。
趣味は絵画の鑑賞。

## 学説
合併の現物出資説、代理権の濫用における信義則説など。

## 著書

### 単著
- 『企業合同法の研究』（弘文堂書房、1935年）[1]
  - 『企業合同法の研究 復刻版』（有斐閣、1989年）
- 『会社法論』（巌松堂書店、1940年）[1]
- 『財閥の機構とその解体 』（有斐閣、1946年）
- 『商法総則〔新版〕』（有斐閣、1978年） - 法律学全集27
- 『手形小切手法講義〔新版〕』（有斐閣、1989年）
- 『商行為法』（青林書院新社、1958年） -　今なお商行為法分野に強い影響力を有する古典的体系書とされる[5]
- 『商事法研究（下）』（有斐閣、1993年）
- 『商事法研究（上）』（有斐閣、1992年）
- 『株式会社法変遷論〔新版〕』（有斐閣、1987年）

### 共著
- 『最新会社法概説[第6版]』（有斐閣、2004年） - 今井宏と共著。
- 『新会社法概説[第2版]』（有斐閣、2010年） - 『最新会社法概説』をベースに今井、小林量が改訂。
- 『商法概説（1）序論、総則、会社法[第7版]』（有斐閣、2001年）  - 有斐閣双書、今井宏と共編
- 『会社法論（上）[第3版]』（有斐閣、1991年） - 今井宏と共著
- 『会社法論（中）[第3版]』（有斐閣、1992年） - 今井宏と共著
- 『会社法論（下）II組織変更・合併、外国会社、罰則』（有斐閣、1991年） - 今井宏と共著
- 『注釈手形小切手法〔増補版〕』（有斐閣、1964年） - 河本一郎と共著